# 22531 Davidkelley
22531 Davidkelley (1998 FN43) là một tiểu hành tinh vành đai chính được phát hiện ngày 20 tháng 3 năm 1998 bởi nhóm nghiên cứu tiểu hành tinh gần Trái Đất phòng thí nghiệm Lincoln ở Socorro.
The citation is for David Bruce Kelley (b. 1987), a finalist in the 2006 Intel Science Talent Search (STS), a science competition for high school seniors, for his physics project.